# Talen in Zwitserland

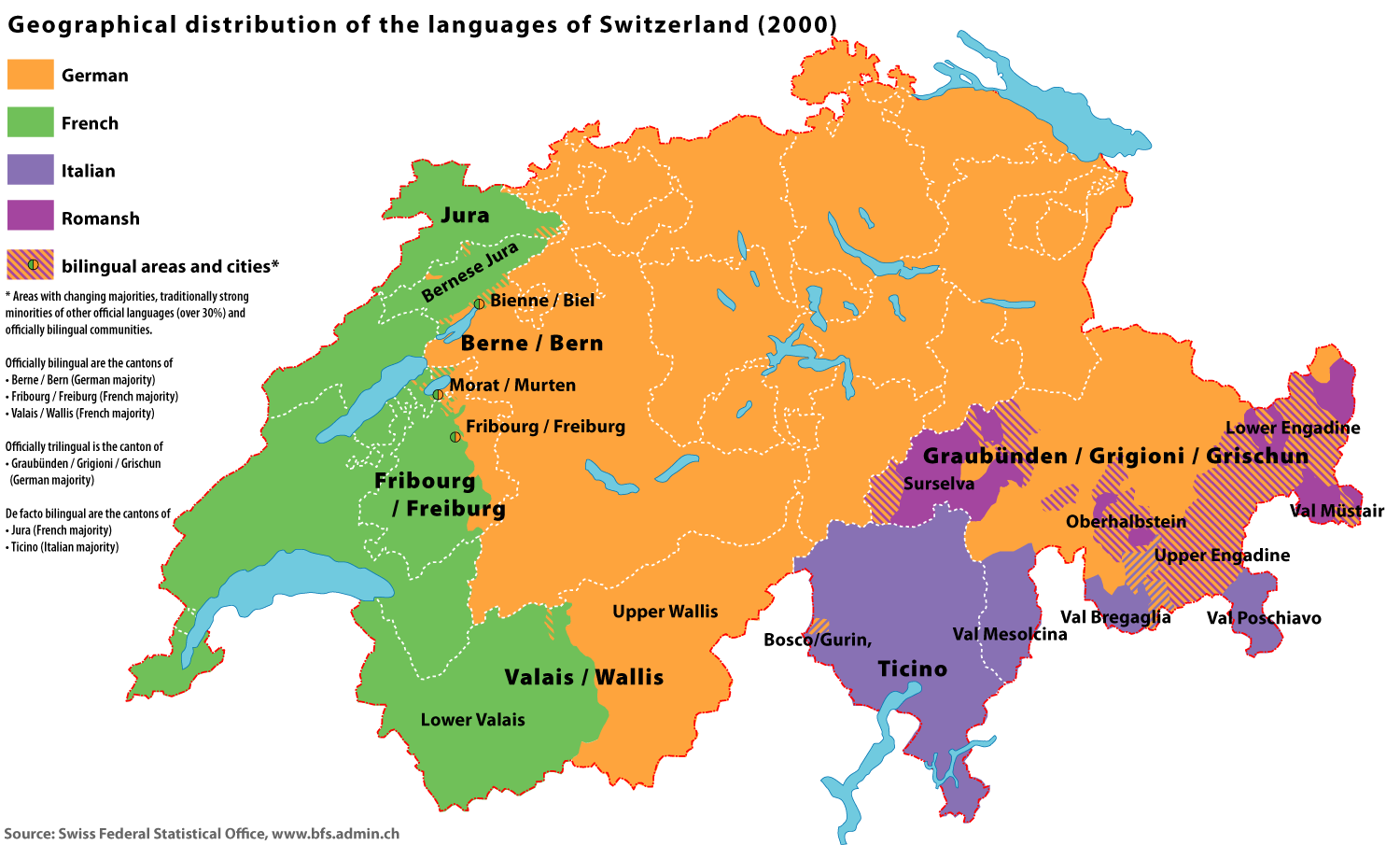
Het Zwitserse taallandschap: Taalgebieden in Zwitserland (2000).

In Zwitserland worden verschillende talen gesproken.
- Duits, als hoofdtaal gesproken door 63,7% van de bevolking[1]
- Frans, als hoofdtaal gesproken door 20,3% van de bevolking
- Italiaans, als hoofdtaal gesproken door 6,5% van de bevolking
- Reto-Romaans, als hoofdtaal gesproken door 0,5% van de bevolking

Dit houdt in dat 9,0% van de bevolking in Zwitserland een andere eerste taal spreekt dan de landstalen. Servo-Kroatisch is daarvan de belangrijkste met 1,4% gevolgd door Albanees, Portugees, Spaans, Engels, Turks, Tamil, Arabisch en Nederlands. Het Nederlands wordt door 0,2% van de Zwitserse bevolking als eerste taal gesproken.
Het Duits dat door de Duitstalige Zwitsers gesproken wordt is Zwitserduits, dat op veel punten afwijkt van het Hoogduits en ook grote verschillen kent tussen de verschillende steden en dorpen. Het Zwitserse Frans wijkt in details ook af van het officiële Frans.
In de verschillende landstalen noemt men Zwitserland Schweiz (Duits), Suisse (Frans), Svizzera (Italiaans) en Svizra (Reto-Romaans).

## Verdeling naar taal

Het Duitse taalgebied: De verspreiding van het Duits in West- en Midden-Europa.

In Zwitserland zijn er vier tweetalige kantons (van 26 in totaal), waar er meestal wel een taal de boventoon voert. Toch zijn beide een officiële eerste taal en dienen dus door alle instanties beheerst te worden. Zo zijn in het kanton Bern Duits en Frans de officiële talen, hoewel na de afscheiding in 1979 van het westelijk deel van dit kanton onder de nieuwe naam Jura slechts enkele Franstalige dorpen bij Bern zijn gebleven. 
In Zwitserland is de taalgrens een momentopname uit het verleden geweest, zoals elke grens dat is, met latere aanpassingen onder eenzijdige Franstalige druk tot stand gekomen. In de van oudsher tweetalige gebieden in de kantons Jura en Wallis viel deze begrenzing lichtelijk in het nadeel van de Duitstaligen uit en leidde ze tot volledige verfransing binnen de nieuwe taalgrens, maar de afgrenzing bleef sindsdien stabiel en leverde geen nieuwe problemen op. Duitstaligen spreken van de Romandie (Frans sprekende gebieden) oftewel de Westschweiz. Deze heeft in Zwitserland een maximaal bestaansrecht verkregen.

### Duits-Zwitserland
Duits-Zwitserland (Duits: Deutschschweiz; Frans: Suisse allemande; Italiaans: Svizzera tedesca) is het gedeelte van Zwitserland waar Zwitserduits gesproken wordt, terwijl de ambtstaal en geschreven taal het Hoogduits is. Dit is het grootste gedeelte van Zwitserland, 65%. In 17 van de 26 kantons van Zwitserland is alleen Duits de officiële taal. Ook de gedeelten van de overwegend Duitssprekende kantons Bern en Graubünden en de minderheid van delen van Fribourg en Wallis behoren tot dit deel van Zwitserland.

### West-Zwitserland of Romandië

Het Franse taallandschap: Verspreiding van talen en streektalen in Frankrijk, Wallonië en Franstalig Zwitserland.

Romandië (Duits: Welsche Schweiz of Welschland; Frans: Suisse romande, Romandie; Italiaans: Romandia) is het gedeelte waar Frans gesproken wordt. De kantons van Genève, Vaud, Neuchâtel, Jura en de grootste gedeelten van de kantons van Wallis en Fribourg en een klein deel van Bern behoren hierbij.
De grens tussen Romandië en Duits-Zwitserland wordt de Röstigraben genoemd en ligt ongeveer bij de rivier de Saane.

#### Francoprovençaals
Oorspronkelijk was de taal van Romandië niet het Frans, maar verschillende varianten van het Francoprovençaals/Arpitaans, een Gallo-Romaanse taal apart van het Frans. Wegens gebrek aan politieke steun is het aantal sprekers van deze taal sterk achteruitgegaan. De dalende lijn werd ingezet vanaf de Protestantse Reformatie en zette zich door ten tijde van de Franse Revolutie. Gebaseerd op de ideeën van de Franse Revolutie, stelden de bezettende Franse troepen dat het Frans de taal van vrijheid en vooruitgang was en de andere talen in de Helvetische Republiek ouderwetse, boerse dialecten (patois, brabbeltaal) waren. De mediationsakte, die door Napoleon Bonaparte in 1803 werd opgesteld, erkende het Duits, Frans, Italiaans als officiële landstalen in Zwitserland, waardoor het Frans vanaf dan de hoofdtaal zou worden in Romandië. Sindsdien wordt het Francoprovençaals langzaam verdrongen om plaats te maken voor het Frans. 
Tot heden wordt het Francoprovençaals traditioneel beschouwd als patois, een minderwaardige taal. Volgens onderzoek van het Bondsbureau voor de Statistiek zijn er ongeveer 16.000 sprekers en is tussen 1990 en 2000 het aantal sprekers met 27% gedaald. Hoewel er in het voorjaar van 2013 een petitie in omloop is geweest die de Zwitserse overheid verzocht het Francoprovençaals te erkennen als vijfde officiële landstaal, geniet de autochtoonse taal vooralsnog geen officiële politieke erkenning in de constitutie. Hierdoor wordt het Francoprovençaals niet wettelijk ondersteund noch onderwezen op scholen, maar door actief verenigingswerk is de taal wel te horen op televisie- en radiozenders, waaronder op de regionale televisiezender Canal 9 of op het radiostation Rhône FM. Het volkslied van de kanton Genève, genaamd Cé qu'è lainô, is Francoprovençaalstalig en wordt nog door de bevolking op 11 december gezongen bij de jaarlijkse viering van L'Escalade, evenals door de voetbalsupporters van Servette FC bij aanvang van een wedstrijd..

### Italiaans-Zwitserland
Italiaans-Zwitserland (Duits: Italienische Schweiz, Italiaans: Svizzera italiana; Frans: Suisse italienne) is het gedeelte van Zwitserland waar Italiaans gesproken wordt. Het wordt ook wel Latijns-Zwitserland genoemd. Het gehele kanton Ticino en een deel van het kanton Graubünden behoren hierbij.

### Reto-Romaans
Het Reto-Romaans wordt gesproken in een groot deel van het kanton Graubünden. Het wordt gesproken als eerste taal door 30-40.000 mensen en valt uiteen in 5, deels zeer afwijkende dialecten. Onder meer om het onderwijs te vereenvoudigen is de kunsttaal "Romansch Grischun" ontworpen als een overkoepelende variant van het romaans, maar de acceptatie daarvan verloopt moeizaam.

## Trivia
- Naast de vier bevolkingsgroepen die in het Zwitserse binnenland wonen (de Frans-, Duits- Italiaans-, en Retro-Romaanstaligen), spreekt men in Franstalig Zwitserland wel van het Vijfde Zwitserland als men de Zwitsers uit het buitenland bedoelt.